# Мюре (Экснес)
Мюре (норв. Myre) — рыбацкая деревня, административный центр коммуны Экснес, расположен на острове Лангёя архипелага Вестеролен, фюльке Нурланн в Норвегии.

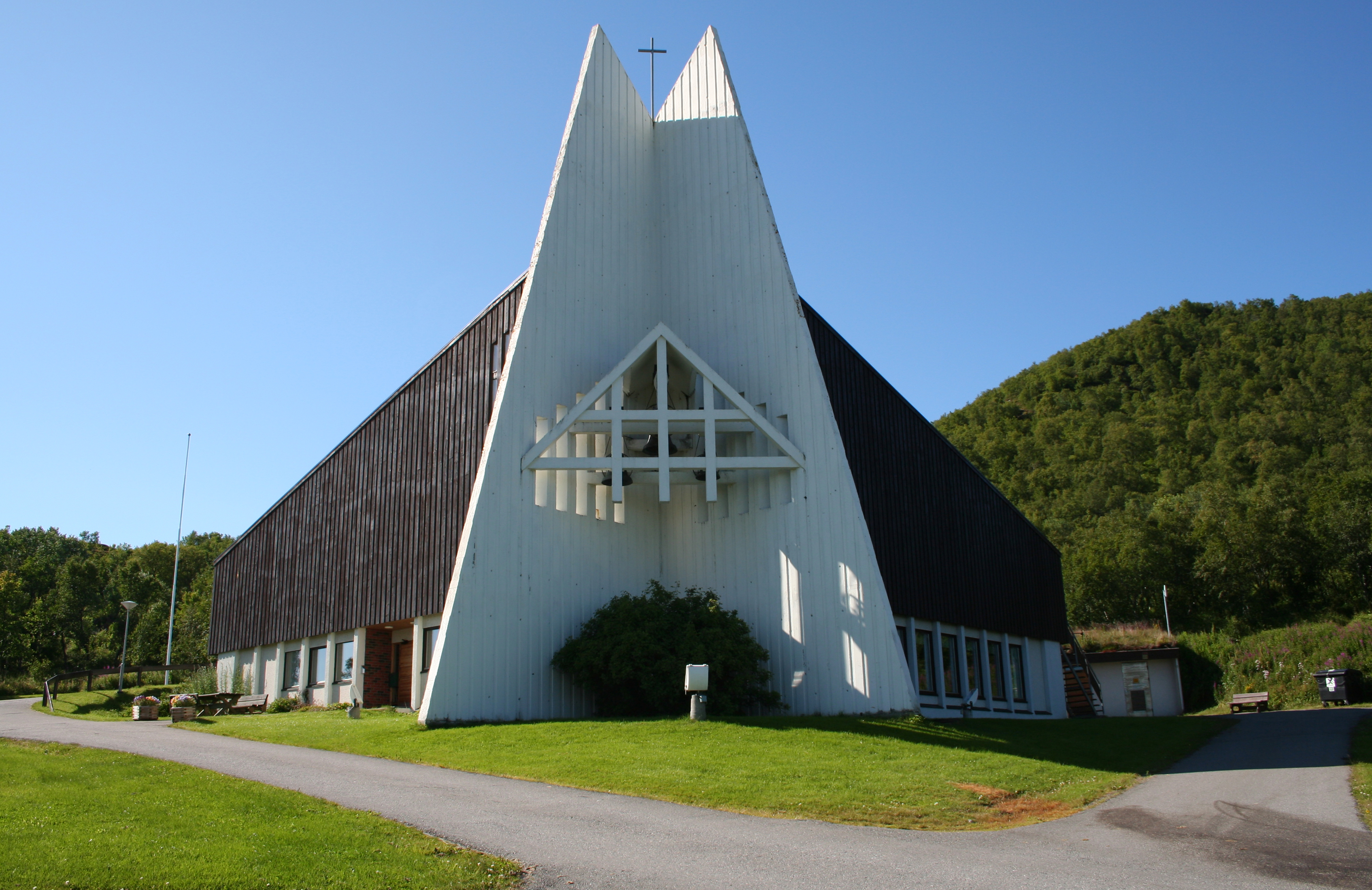
Церковь в Мюре

Население составляет 2107 жителей (1 января 2020).